# جوان‌تر و جوان‌تر
جوان‌تر و جوان‌تر (به انگلیسی: Younger and Younger) فیلمی محصول سال ۱۹۹۳ و به کارگردانی پرسی آدلون است. در این فیلم بازیگرانی همچون دونالد ساترلند، برندن فریزر، لولیتا داویدوویچ، سالی کلرمن، ژولی دلپی و لیندا هانت ایفای نقش کرده‌اند.